# Cratere Al-Bakbuk
Al-Bakbuk è un cratere sulla superficie di Encelado.